# 데볼현

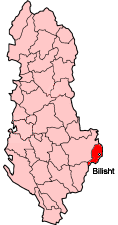
데볼 현의 위치

데볼현(알바니아어: Rrethi i Devollit)은 알바니아를 구성하는 36개 현 가운데 하나로, 현청 소재지는 빌리슈트였으며 면적은 429km2, 인구는 35,000명(2004년 기준)이었다. 행정 구역상으로는 코르처 주에 속한다.